# Historia Apolla i Dafne
Historia Apolla i Dafne – obraz olejny na płótnie (127×180 cm) niderlandzkiego malarza manierystycznego Abrahama Bloemaerta; część kolekcji Śląskiego Muzeum Sztuk Pięknych w Breslau, zaginiony po II wojnie światowej, obecnie w Muzeum Narodowym we Wrocławiu.

## Historia
Obraz autorstwa Abrahama Bloemaerta powstał w 1592 r. Historia Apolla i Dafne należała do kolekcji wrocławskiego radcy Kerna, który przekazał ją w 1874 r. Komisji ds. Muzeum i Akademii we Wrocławiu pod warunkiem umieszczenia w planowanym Śląskim Muzeum Sztuk Pięknych na pl. Muzealnym, co nastąpiło w 1877 Obraz pozostawał w zbiorach kolekcji malarstwa europejskiego do czerwca 1942 r., kiedy trafił do składnicy muzealnej w kościele klasztornym oo. Cystersów w Kamieńcu Ząbkowickim. Przebywał tam do 1945/46 r., kiedy wojna zakończyła się kapitulacją Niemiec, a część zbiorów została zniszczona, zrabowana przez Armię Czerwoną lub rozkradziona. Najprawdopodobniej obraz został skradziony pod koniec stycznia 1946 roku z jedynej ocalałej i zabezpieczonej składnicy muzealiów w kościele klasztornym. Nocą, nieznani sprawcy włamali się do świątyni i wycięli z ram ponad sto obrazów. "HIstoria Apolla i Dafne" została w tym kościele umieszczona jako jeden z pierwszych, umieszczony na liście najważniejszych obrazów ze Śląskiego Muzeum Sztuk Pięknych przeznaczonych do ukrycia w czasie wojny.
Po wojnie Polska na mocy umów międzynarodowych uzyskała prawo do dóbr kultury na Ziemiach Zachodnich i Północnych. Skrytkę z eksponatami muzealnymi odnaleziono, jednak brakowało w niej Historii Apolla i Dafne, podobnie jak ok. stu innych obrazów. W 2009 r. Muzeum Narodowe we Wrocławiu otrzymało propozycję zakupu obrazu, jednak ponieważ był on stratą wojenną władze muzeum odmówiły zakupu i Ministerstwo Kultury i Dziedzictwa Narodowego skierowało pozew o przeniesienie własności. Był to pierwszy wygrany proces cywilny o polską stratę wojenną dzieła sztuki. W 2019 r. obraz został włączony do zbiorów Muzeum Narodowego we Wrocławiu.

## Opis obrazu
Według Kurator Ewy Houszko, obraz jest esencją manieryzmu i sztandarowy przykład dla całego niderlandzkiego malarstwa tej epoki. Jednym z tematów dzieła jest motyw z pierwszej księgi Przemian Owidiusza, a poświęcony jest mitowi o nieodwzajemnionej miłości Apolla do nimfy Dafne. Dafne, nie podzielając miłości poprosiła o pomoc swego ojca. Ten przemienił ją w drzewko laurowe. Powyżej tej sceny znajduje się sekwencja, która stała się powodem tej sceny, to jest walka Apolla.

Trudno bowiem znaleźć bardziej manierystyczną kompozycję, bardziej wyrafinowany sposób malowania, bardziej wyszukaną grę światłocieni, bardziej ekscytującą historię boskich słabości. To wszystko zawierało w sobie to dzieło, dzieło sztandarowe dla całego niderlandzkiego późnego manieryzmu, dzieło wydawało się bezpowrotnie utracone.